# 아르메로의 비극

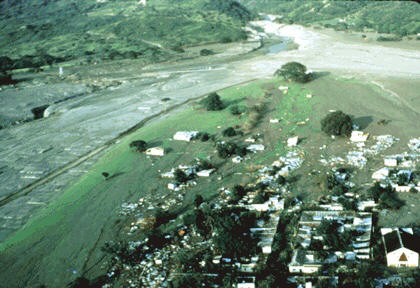
아르메로를 덮고 있는 화산이류의 모습

아르메로의 비극(스페인어: Tragedia de Armero)은 1985년 11월 13일 콜롬비아의 네바도델루이스산이 분화하여 아르메로가 막대한 피해를 입은 비극을 의미한다.
네바도델루이스 산은 11월 13일 오후 3시(이하 현지시각) 이후 본격적인 폭발이 일어나 오후 9시경에 최고조에 달했다. 분화 자체는 크지는 않았지만 발생한 화산쇄설류에 의해 눈과 얼음이 녹아 동쪽 경사면에 대량의 화산이류가 발생했다. 흘러 내리는 화산이류는 최대 폭 50m에 이르고, 발생한지 2시간 반만에 100km 이상의 거리를 흘러 내려 산기슭에 있던 도시 아르메로를 직격했다. 아르메로의 인구 29,000명 중 약 4분의 3에 해당하는 21,000명이 사망했다.

## 같이 보기
- 오마이라 산체스